# Distrikt Thaba-Tseka
Der Distrikt Thaba-Tseka ist einer von zehn Distrikten (Bezirken) des Königreiches Lesotho im südlichen Afrika.

## Geographie
Der Distrikt liegt im Osten Lesothos. Er ist benannt nach seiner Hauptstadt Thaba-Tseka.
Seine Größe beträgt 4270 km², seine Einwohnerzahl 135.347 (Stand 2016). Damit zählt er zu den Distrikten mit niedriger Bevölkerungsdichte.
Der Distrikt Thaba-Tseka liegt im Zentrum des Staudammsystems des Lesotho Highland Water Projects. Durch dieses Großprojekt hat sich die Infrastruktur des Distrikts deutlich verbessert.
Siehe auch: Daten der Distrikte Lesothos
Der Distrikt Thaba-Tseka liegt in den Maloti-Bergen Lesothos. Damit hat er keinen Anteil an den Lowlands im Westen Lesothos. Der Distrikt wird von mehreren, bis über 3000 Meter hohen Gebirgsketten durchzogen.
Der Distrikt grenzt im Norden an den Distrikt Leribe, im Nordosten an den Distrikt Mokhotlong, im Süden an den Distrikt Qacha’s Nek, im Südwesten an den Distrikt Mohale’s Hoek, und im Westen an den Distrikt Maseru. Im Osten grenzt der Distrikt Thaba-Tseka an die südafrikanische Provinz KwaZulu-Natal.

### Ortschaften
- Thaba-Tseka, Verwaltungssitz, de facto Streusiedlung mit Funktionen eines Zentrums
- Mantsonyane, größerer Ort des Distrikts westlich von Thaba-Tseka
- Katse, Ort oberhalb der Katse-Talsperre

### Community Councils
Die Community Councils (etwa: Gemeinden) sind Bobete, Bokong, Khohlo-Ntso, Lesobeng, ’Malehloana, Mohlanapeng, Monyetleng, Mphe-Lebeko, Rapoleboea, Sehonghong, Senotong, Thaba-Kholo und Thaban’a Mahlanya.

## Geschichte
Der Distrikt Thaba-Tseka wurde erst in den frühen 1980er Jahren als jüngster Distrikt Lesothos aus Gebieten anderer Distrikte geschaffen. Das Ziel war eine bessere Erschließung der Gebirgsregion.